# Ryszard d’Évreux
Ryszard (zm. 13 grudnia 1067) – hrabia d’Évreux, najstarszy syn Roberta Duńczyka, hrabiego d’Évreux i arcybiskupa Rouen, oraz Herlevy z Rouen.
W dokumentach pojawia się po raz pierwszy w 1026 r. Po śmierci ojca w 1037 r. został kolejnym hrabią Évreux. Należał do stronników księcia Wilhelma II. Brał udział w jego wyprawie na Anglię w 1066 r. i w bitwie pod Hastings. Zmarł w 1067 r. i został pochowany w opactwie w Fontenelle.
Ok. 1040 r. poślubił Godehildę, wdowę po Rogerze I de Tosny. Z tego małżeństwa miał syna i dwie córki:
- Wilhelm (zm. 18 kwietnia 1118), hrabia Évreux
- Agnieszka (zm. 1087), żona Szymona I, pana de Montfort
- Godehilda, zakonnica w Évreux